# Miškića Brdo
Miškića Brdo je naseljeno mjesto u općini Travnik, Federacija Bosne i Hercegovine, BiH.

## Stanovništvo

### 1991.
Nacionalni sastav stanovništva 1991. godine, bio je sljedeći:
ukupno: 139
- Hrvati - 132
- Srbi - 22
- Jugoslaveni - 2

### 2013.
Nacionalni sastav stanovništva 2013. godine, bio je sljedeći:
ukupno: 90
- Hrvati - 86
- Srbi - 2
- ostali, neopredijeljeni i nepoznato - 2